# 54 Batalion WOP
54 Batalion Wojsk Ochrony Pogranicza – samodzielny pododdział Wojsk Ochrony Pogranicza.

## Formowanie i zmiany organizacyjne
Na podstawie rozkazu MBP nr 043/org z 3 czerwca 1950, na bazie 23 Brygady Ochrony Pogranicza, sformowano 5 Brygadę Wojsk Pogranicza, a z dniem 1 stycznia 1951 81 batalion Ochrony Pogranicza przemianowano na 54 batalion WOP.
W 1976, w związku z przejściem na dwuszczeblowy system dowodzenia, rozwiązano batalion. W jego miejsce zorganizowano placówkę zwiadu i kompanię odwodową. Strażnice podporządkowano bezpośrednio brygadzie.

## Struktura organizacyjna
Struktura batalionu i numeracja strażnic na dzień 31.12.1959.
dowództwo i sztab batalionu - Wałbrzych
- 1 strażnica Niedomirów IV kategorii
- 2 strażnica Lubawka II kategorii
- 3 strażnica Okrzeszyn IV kategorii
- 4 strażnica Chełmsko Śląskie IV kategorii
- 5 strażnica Golińsk II kategorii
- 6 strażnica Łomnica IV kategorii
- 7 strażnica Bartnica II kategorii
- 8 strażnica Tłumaczów III kategorii

Struktura batalionu i numeracja strażnic na dzień 1.01.1964.
- 1 strażnica WOP lądowa III kategorii Niedomirów
- 2 strażnica WOP lądowa II kategorii Lubawka
- przejście graniczne-kolejowe Lubawka
- placówka kontroli małego ruchu granicznego I kategorii Lubawka
- 3 strażnica WOP lądowa IV kategorii Okrzeszyn
- 4 strażnica WOP lądowa IV kategorii Chełmsko Śląskie
- 5 strażnica WOP lądowa II kategorii Golińsk
- 6 strażnica WOP lądowa IV kategorii Łomnica
- 7 strażnica WOP lądowa II kategorii Bartnica
- 8 strażnica WOP lądowa IV kategorii Tłumaczów
- placówka kontroli małego ruchu granicznego Tłumaczów

## Dowódcy batalionu
- kpt. Jan Ziemnicki (?-1954)
- mjr. Dygal